# 내 마음 별과 같이
《내 마음 별과 같이》는 KBS 2TV에서 1986년 8월 9일부터 1987년 3월 1일까지 방영되었던 드라마이며 1930년대 유랑극단에 뛰어든 한 여인의 일생을 통하여 예술의 한 장르를 재조명해 보고 역사의 이면을 그려보는 것이 주요 내용이다.

## 주제가
- 주제가: 내마음 별과 같이 (남지연 개사/ 주현미 노래) (원곡:국제공항(1986) 작사/작곡:박성훈/ 노래:주현미)
- 삽입곡: 내마음 별과 같이 (주일청 작사/ 박성훈, 임택수 작곡/ 현철 노래 장민준

## 출연진
- 선우은숙 : 이옥례 역
- 정재순
- 김명희
- 양석천
- 고설봉
- 김순철
- 주현
- 이일웅
- 윤승원 : 김윤도 역
- 안옥희
- 염복순
- 박경득
- 장희진
- 김기진
- 안병경
- 김성환
- 장미자
- 김시원
- 송보영
- 이현두
- 공경구
- 조은덕
- 윤초희
- 정서임
- 손해경
- 안광진
- 김유행
- 최건호
- 이경영
- 차두옥
- 이한수
- 박경숙
- 전유진
- 서정희
- 이만성
- 장민준

## 제작진
- 극본 : 남지연
- 연출 : 주일청
- 기술감독 : 김해목
- 조명감독 : 정철주
- 영상 : 홍종범
- 녹화 : 안혁석
- 음향 : 이용택, 유광연, 이병희
- 조명 : 김장현, 장현기
- 분장 : 전예출, 이석재
- 미용 : 유을삼
- 소품 : 허표형, 윤재흠
- 의상 : 조만기
- 고증위원 : 박정식
- 미술감독 : 서상정
- 타이틀 : 김태준
- 작화 : 김신의
- 장치 : 국노현
- 편집 : 문희년
- 녹음 : 이상봉
- 주제가 작사 : 남지연
- 작곡 : 박성훈
- 노래 : 주현미
- 음악 : 임택수
- 효과 : 박용기
- 야외촬영 : 임종철
- 야외조명 : 김광수
- 카메라 : 정정수, 이명희, 이도직
- 조연출 : 허웅